# Autrement, la Molussie
Pour plus de détails, voir Fiche technique et Distribution.
Autrement, la Molussie est un film français réalisé par Nicolas Rey et sorti en 2012.

## Fiche technique
- Titre : Autrement, la Molussie
- Réalisation :	Nicolas Rey
- Scénario : Nicolas Rey, d'après le livre de contes de Günther Anders, Die molussische Katakombe (1938)
- Photographie : Nicolas Rey
- Montage : Nicolas Rey
- Production : Tout à trac
- Pays :  France
- Durée : 81 minutes
- Date de sortie : France - 26 mars 2012

## Distribution
- Peter Hoffmann : voix

## Distinctions

### Sélections
- Berlinale 2012[1]
- Viennale 2012
- Festival international du film de Toronto 2012
- Festival du film de Belfort - Entrevues[2]

### Récompenses
- Cinéma du réel 2012 : grand prix[3]